# Gabriel Murr
Gabriel Murr est un homme d’affaires et homme politique libanais.

## Biographie
Après des relations tendues avec son frère, Michel Murr, ancien vice-Premier ministre, il se rapproche de l’opposition anti-syrienne et ouvre les ondes de sa chaîne aux figures de cette opposition.
En 2002, il se présente à des élections législatives partielles organisées après le décès du député Albert Moukheiber, pour le poste grec-orthodoxe du Metn. Il est soutenu alors par l’ensemble des figures anti-syriennes, notamment Michel Aoun, Nassib Lahoud, Amine Gemayel et Georges Hawi. Face à lui, sa nièce, Myrna Murr, défend la ligne politique de son père et des différents partis prosyriens de la région.
Gabriel Murr est déclaré vainqueur, après plusieurs tentatives du pouvoir en place, notamment du ministre de l’Intérieur Elias Murr, frère de la candidate malheureuse, de maquiller les résultats de l’élection.
C’est en fin de compte le Conseil Constitutionnel, manipulé par le pouvoir, qui annule les résultats de ces élections et Gabriel Murr perd son siège de député, au profit d’un troisième candidat, Ghassan Moukheiber, neveu du député défunt, qui n’avait même pas recueilli 2 % des suffrages.
En parallèle, la chaîne MTV est fermée. Ces événements ont attisé de nombreux affrontements entre les étudiants anti-syriens et les forces de l’ordre.
Gabriel Murr rejoint le rassemblement de Kornet Chehwane et se présente aux élections législatives de 2005 au sein de la liste de l'Alliance du 14 Mars, mais perd face à la liste d’alliance entre le Courant patriotique libre de son ancien allié, le général Michel Aoun et son frère Michel Murr.
Cependant, la nouvelle majorité parlementaire annule la décision de fermeture de la MTV en juillet 2005. En conséquence, la chaine reprend son activité, mais avec des positions politiques plus modérées.